# Коржинський Михайло
Михайло Коржинський (1821 — 8 жовтня 1882) — український (руський) греко-католицький священник, громадсько-політичний діяч. Довголітній парох Вовчківців. Снятинський декан (УГКЦ), віце-маршалок Снятинської повітової ради. Посол Галицького сейму 4-го скликання в 1877—1882 роках: обраний в окрузі Снятин — Заблотів, IV курія; входив до складу «Руського клубу».